# Flambieren

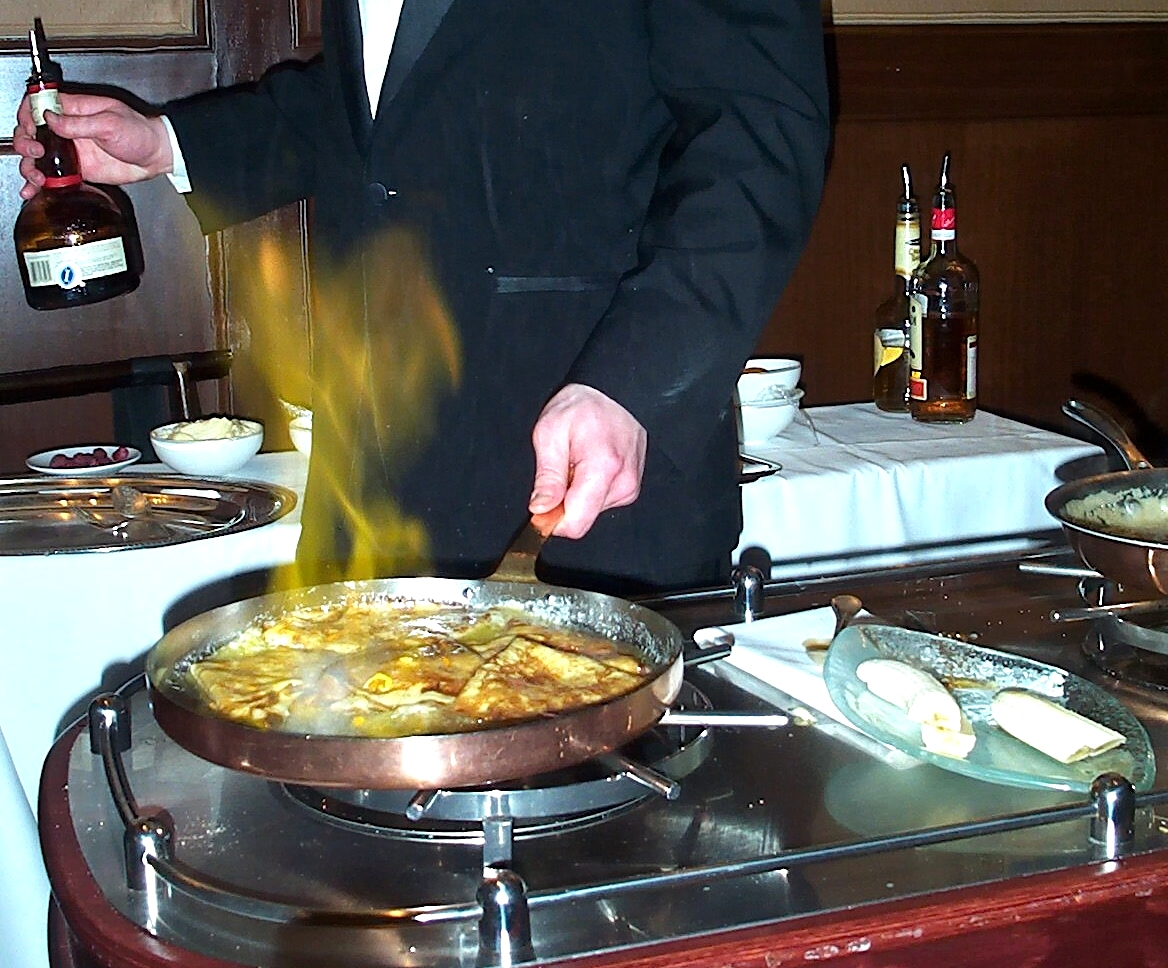
Flambieren von Crêpes mit Likör-Orangensaft-Sauce in einer Flambierpfanne (Zubereitung von Crêpes Suzette an einem Flambierwagen in einem Restaurant)

Flambieren (von französisch flamber ‚abflammen‘) bezeichnet das Entzünden des verdunstenden Alkohols einer mit einer Spirituose übergossenen Speise. Vor allem Süßspeisen wie zum Beispiel Crêpes Suzette, aber auch andere Gerichte sowie Getränke können flambiert werden.
Zum Flambieren eignen sich Rum, Weinbrand, Kirschwasser sowie jeder andere aromatische, hochprozentige Branntwein sowie auch einige Liköre. Der Alkoholgehalt sollte nicht unter 40 Volumenprozent liegen, da sonst die Spirituose nicht entflammt oder nur kurz flackert.
Das Flambieren ist auf jeden Fall ein dramatischer optischer Effekt, der mit einem gewissen Aufwand verbunden ist; traditionell wird es in gehobenen Restaurants vom Oberkellner direkt am Tisch des Gastes ausgeführt, wobei das Gericht in der Flambierpfanne auf einem réchaud auf dem Flambierwagen steht, wobei teilweise auch die Beleuchtung abgesenkt wird. Ob es sich jenseits der hinzugefügten Spirituose auch geschmacklich auswirkt, ist umstritten.
Flambiert wird in speziellen Pfannen („Flambierpfanne“). Diese sind meist aus Chrom-Nickel-Stahl (CNS) und können außen auch verkupfert sein.